# Petyr Danczow
Petyr Iwanow Danczow (bułg. Петър Иванов Данчов; ur. 17 lutego 1857 w Sliwenie, zm. 21 lutego 1913 w Sofii) – bułgarski polityk i prawnik, minister sprawiedliwości (1901), minister handlu i rolnictwa (1901).

## Życiorys
W 1878 ukończył gimnazjum w czeskim Koniggratz. Odbył studia prawnicze na uniwersytecie Karola w Pradze, a następnie kontynuował studia na Uniwersytecie w Jenie. Studia ukończył obroną pracy doktorskiej. Po powrocie do Bułgarii w 1881 pracował jako adwokat w Sliwenie, a od 1882 jako sędzia w Sądzie Najwyższym Rumelii Wschodniej w Płowdiwie. Współpracował z czasopismami Jużna Byłgarija (Южна България) i Iuridiczesko spisanie (Юридическо списание).
W 1892 rozpoczął pracę na uniwersytecie sofijskim, gdzie prowadził wykłady z prawa rzymskiego. W latach 1897–1907 pełnił funkcję dziekana Wydziału Prawa stołecznej uczelni.
27 listopada 1900 otrzymał tekę ministra sprawiedliwości w rządzie Todora Iwanczowa, funkcję tę pełnił także w gabinecie Raczo Petrowa. W 1901 przez miesiąc pełnił funkcję ministra handlu i rolnictwa. W latach 1901–1913 pełnił funkcję prokuratora w Najwyższym Sądzie Kasacyjnym. W 1909 otrzymał tytuł doktora honoris causa Uniwersytetu w Genewie. Zmarł 21 lutego 1913 w Sofii.